# Красавчиков, Октябрь Алексеевич
Октя́брь Алексе́евич Краса́вчиков (9 октября 1923 года, Харьков — 10 октября 1984 года, Свердловск) — советский юрист и правовед, доктор юридических наук (1962), профессор (1963), заведующий кафедрой гражданского права Свердловского юридического института (1954—1984). Заслуженный деятель науки РСФСР (1976).

## Биография
Родился 9 октября 1923 года в Харькове в семье военнослужащего.
Участник Великой Отечественной войны, старшина 1-й статьи.
В 1947 году экстерном окончил Свердловский юридический институт.
В 1950 году в Свердловском юридическом институте под руководством профессора Б. Б. Черепахина защитил кандидатскую диссертацию на тему «Теория юридических фактов в советском гражданском праве».
С 1948 года работал в Свердловском юридическом институте, в 1951—1953 годах читал курс лекций по гражданскому праву в Китайской Народной Республике.
В 1954 году был избран по конкурсу заведующим кафедрой гражданского права Свердловского юридического института, которую возглавлял до 1984 года.
В 1962 году защитил докторскую диссертацию на тему «Советская наука гражданского права: Понятие, предмет, состав и система», в 1963 году было присвоено учёное звание профессора.
Руководил работой по подготовке проектов Основ гражданского и жилищного законодательства Союза ССР, Гражданского и Жилищного кодексов РСФСР, нормативных актов по стандартизации и метрологии.
Скоропостижно скончался 10 октября 1984 года в Свердловске. Похоронен на Широкореченском кладбище.

## Награды[3]
- Орден Красной Звезды (17.05.1945);
- почётное звание «Заслуженный деятель науки РСФСР» (1976);
- медали «За оборону Советского Заполярья» (05.12.1944), «За победу над Германией в Великой Отечественной войне 1941—1945 гг.» (09.05.1945).

## Семья
- Сын Владимир (1946—2016) — доктор технических наук, поэт[4].
- Дочь Лариса (род. 1955) — доктор юридических наук, судья Конституционного суда РФ.